# Saleby
Saleby är en tätort i Lidköpings kommun, och kyrkbyn i Saleby socken. 

## Historia
Namnet skrevs år 1285 som Salaby och år 1305 som Salæby och uttalat låter det som Salby, med ett tjockt L.

### Befolkningsutveckling
| Befolkningsutvecklingen i Saleby 1960–2020 | Befolkningsutvecklingen i Saleby 1960–2020 | Befolkningsutvecklingen i Saleby 1960–2020 | Befolkningsutvecklingen i Saleby 1960–2020 | Befolkningsutvecklingen i Saleby 1960–2020 |
| ------------------------------------------ | ------------------------------------------ | ------------------------------------------ | ------------------------------------------ | ------------------------------------------ |
|                                            |                                            |                                            |                                            |                                            |
| År                                         |                                            |                                            | Folkmängd                                  | Areal (ha)                                 |
| 1960                                       | 1960                                       |                                            | 213                                        |                                            |
| 1970                                       | 1970                                       |                                            | 229                                        |                                            |
| 1975                                       | 1975                                       |                                            | 225                                        |                                            |
| 1980                                       | 1980                                       |                                            | 212                                        |                                            |
| 1990                                       | 1990                                       |                                            | 207                                        | 47                                         |
| 1995                                       | 1995                                       |                                            | 233                                        | 47                                         |
| 2000                                       | 2000                                       |                                            | 222                                        | 48                                         |
| 2005                                       | 2005                                       |                                            | 213                                        | 48                                         |
| 2010                                       | 2010                                       |                                            | 232                                        | 48                                         |
| 2015                                       | 2015                                       |                                            | 212                                        | 50                                         |
| 2020                                       | 2020                                       |                                            | 224                                        | 49                                         |
|                                            |                                            |                                            |                                            |                                            |

## Samhället
Här ligger Saleby kyrka från 1894, som har Sveriges äldsta daterade kyrkklocka. Den är daterad till 1228, och har runinskriptionen "Då jag var gjord då var det tiohundrad tuhundrad tjugo vinter och åtta från Guds börd. Hell Maria, full av nåd. Dionysius vare välsignad."

## Idrott
I Saleby finns fotbollsklubben Saleby IF 
Varje år hålls Salebyloppet med två löpslingor på 3,5 respektive 6 km.

## Kända personer från Saleby
- Anders Dahl En av Linnés lärjungar.
- Olof Kolmodin d.y. Halvbror till Anders Dahl.
- Mary Anderson (fackföreningsledare)